# Équipe cycliste Ringeriks-Kraft
L'équipe cycliste Ringeriks-Kraft est une équipe cycliste norvégienne. Durant son existence entre 2010 et 2016, elle court avec un statut d'équipe continentale.

## Histoire de l'équipe
L'équipe est dissoute fin 2016. Une partie de la formation rejoint la nouvelle équipe norvégienne Uno-X Hydrogen Development Team.

## Principales victoires

### Classiques
- Scandinavian Race Uppsala : Syver Wærsted (2016)

### Championnats nationaux
- Championnats de Suède : 1
  - Course en ligne : 2014 (Michael Olsson)

## Classements UCI
L'équipe participe aux circuits continentaux et principalement à des épreuves de l'UCI Europe Tour. Les tableaux ci-dessous présentent les classements de l'équipe sur les différents circuits, ainsi que son meilleur coureur au classement individuel.
UCI America Tour
| Saison | Classement par équipes | Meilleur coureur au classement individuel |
| ------ | ---------------------- | ----------------------------------------- |
| 2015   | 42e                    | Frederik Wilmann (268e)                   |

UCI Europe Tour
| Saison | Classement par équipes | Meilleur coureur au classement individuel |
| ------ | ---------------------- | ----------------------------------------- |
| 2013   | 121e                   | Marius Hafsås (969e)                      |
| 2014   | 74e                    | Michael Olsson (130e)                     |
| 2015   | 125e                   | Øivind Lukkedahl (896e)                   |
| 2016   | 93e                    | Syver Wærsted (749e)                      |

En 2016, le Classement mondial UCI qui prend en compte toutes les épreuves UCI est mis en place parallèlement à l'UCI World Tour et aux circuits continentaux. Il concerne toutes les équipes UCI.
| Saison | Classement par équipes | Meilleur coureur au classement individuel |
| ------ | ---------------------- | ----------------------------------------- |
| 2016   | -                      | Syver Wærsted (1106e)                     |

## Saisons précédentes

Portraits
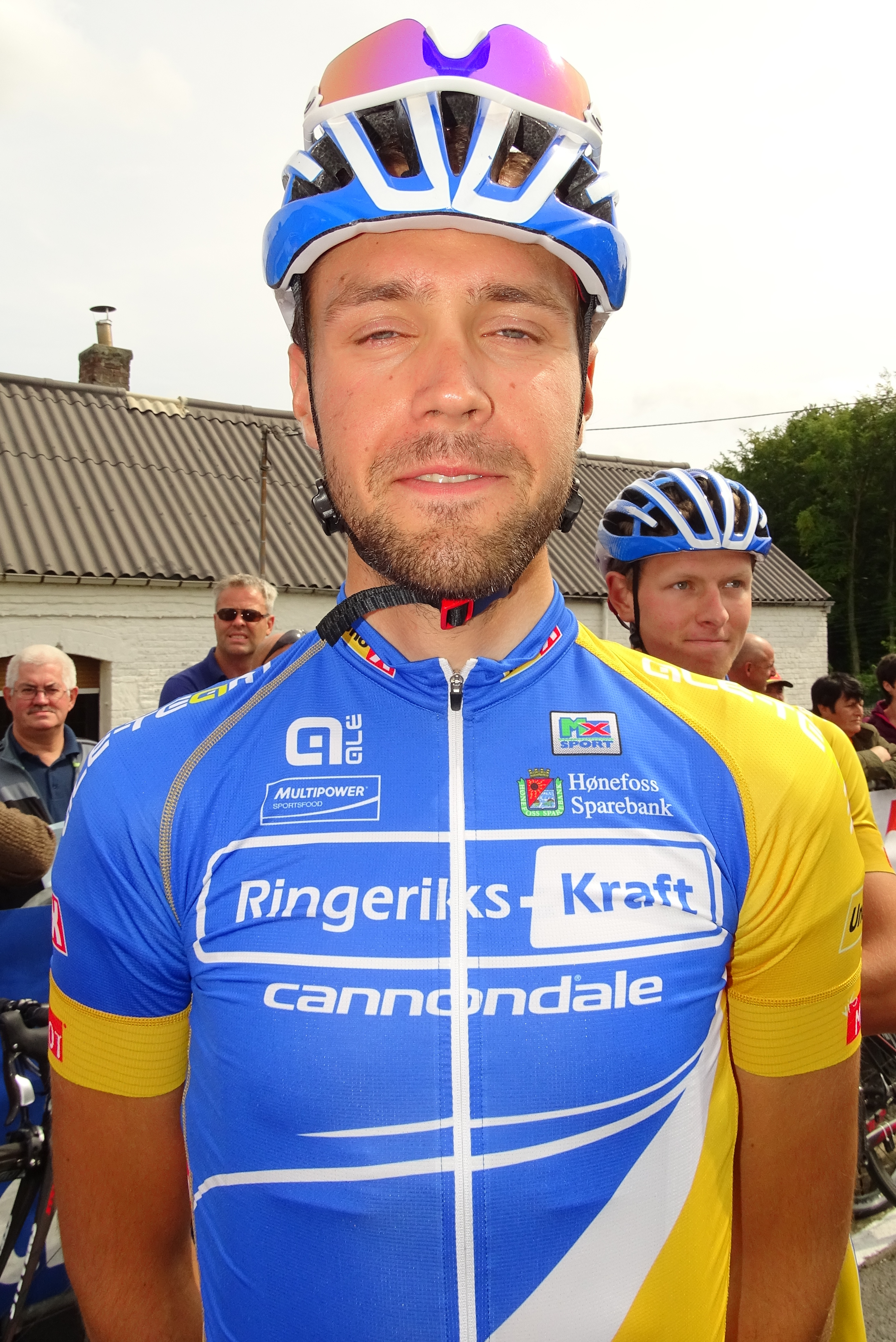
Max Emil Kørner
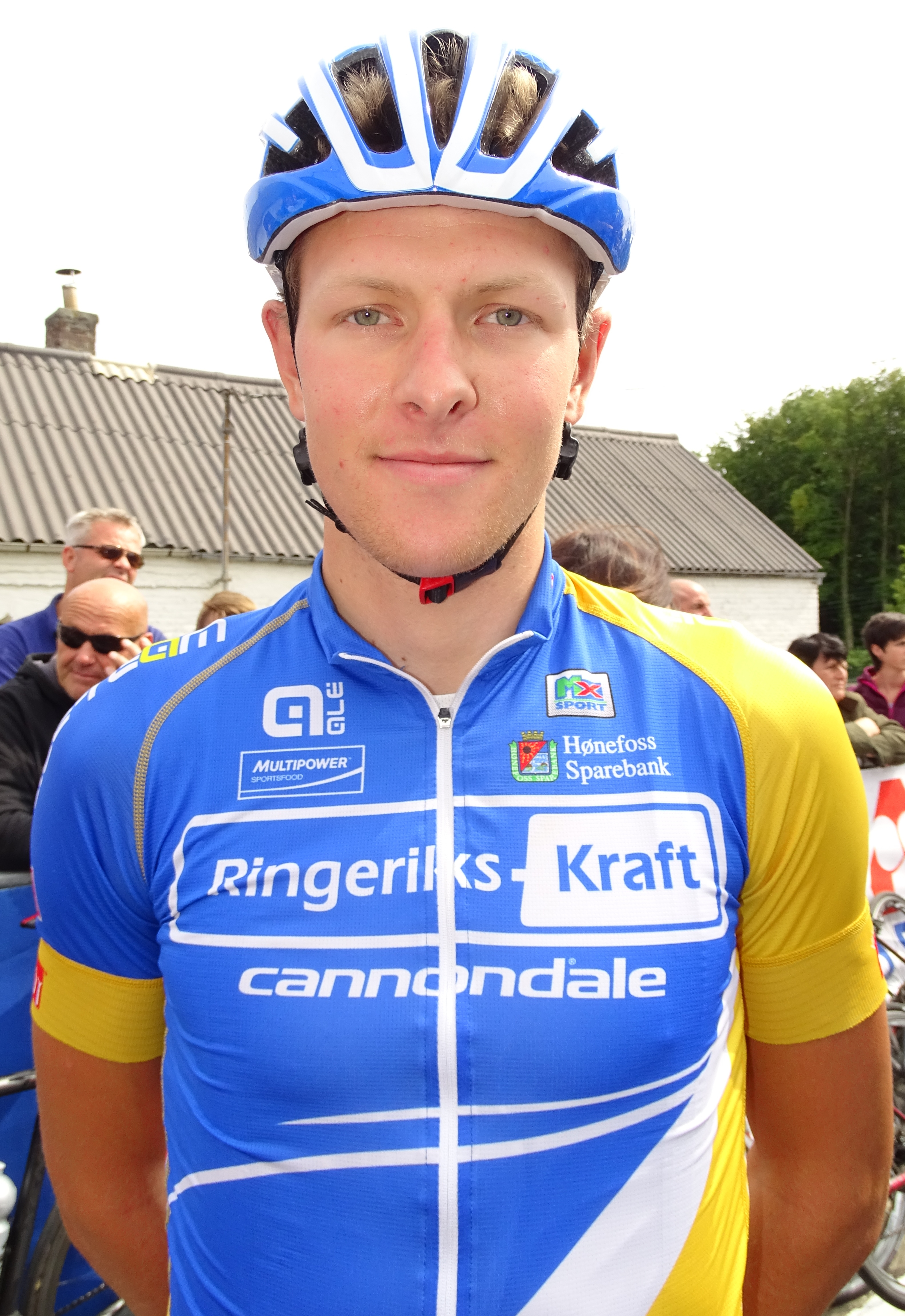
Kristoffer Wormsen
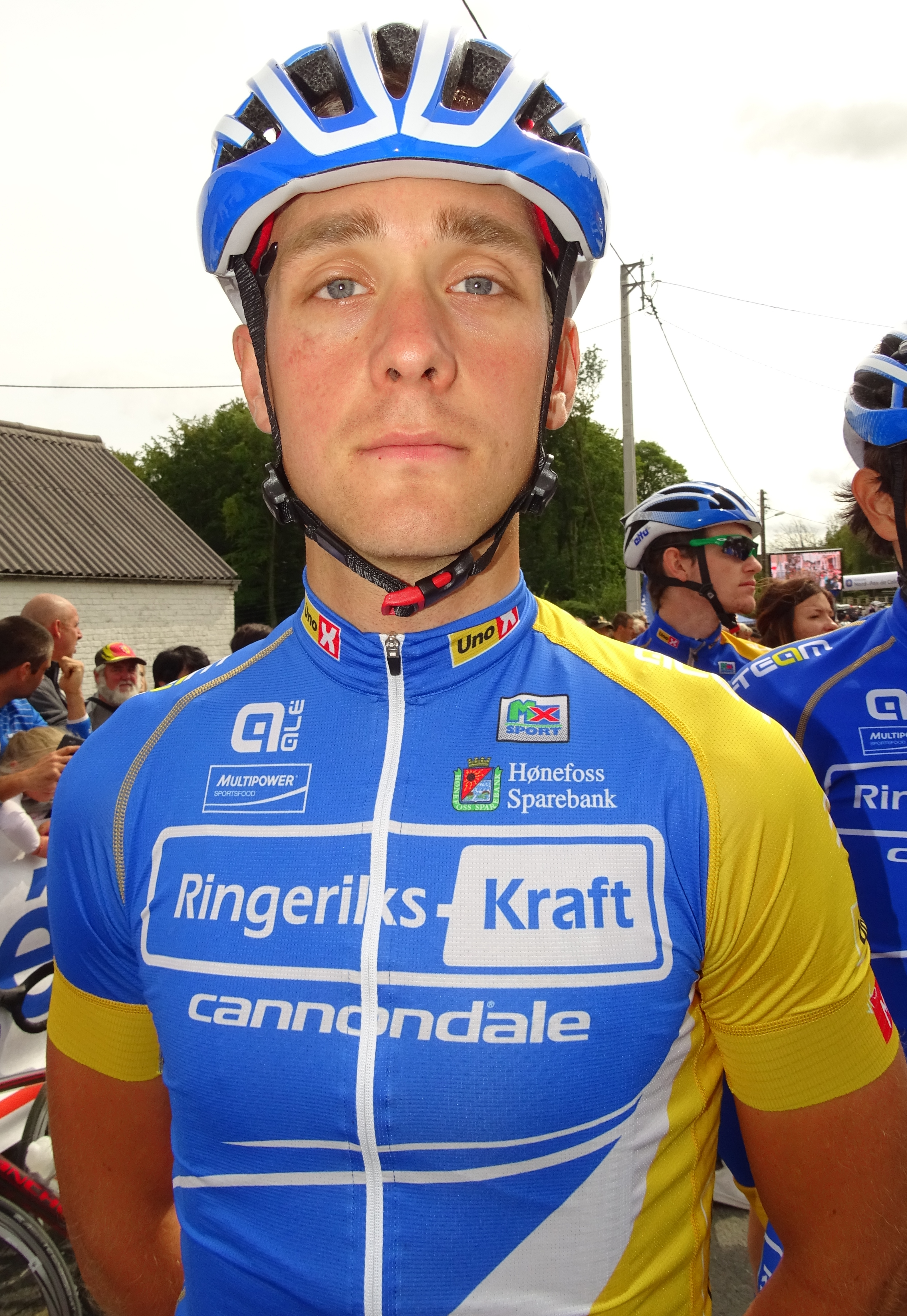
Audun Fløtten
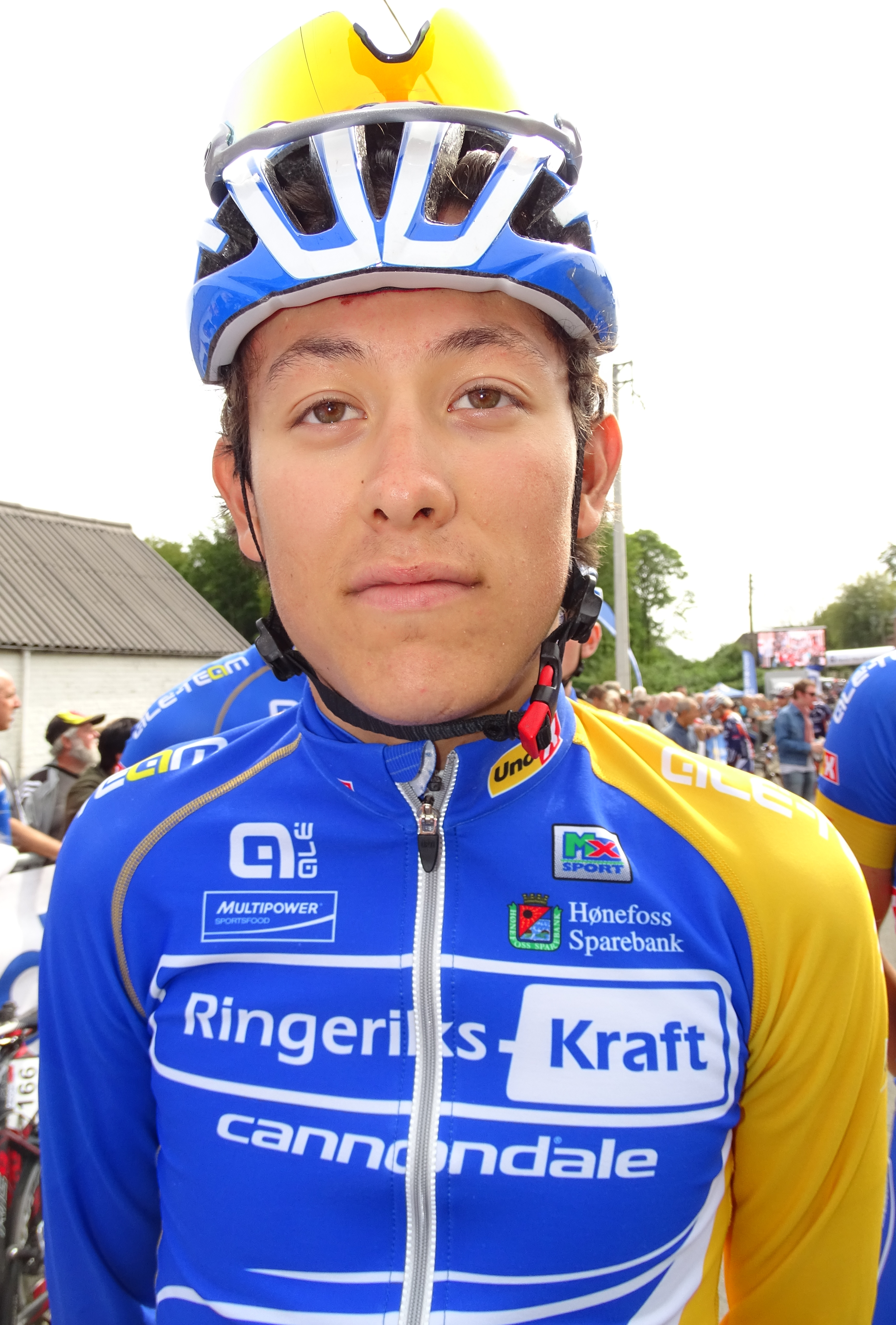
Torstein Træen
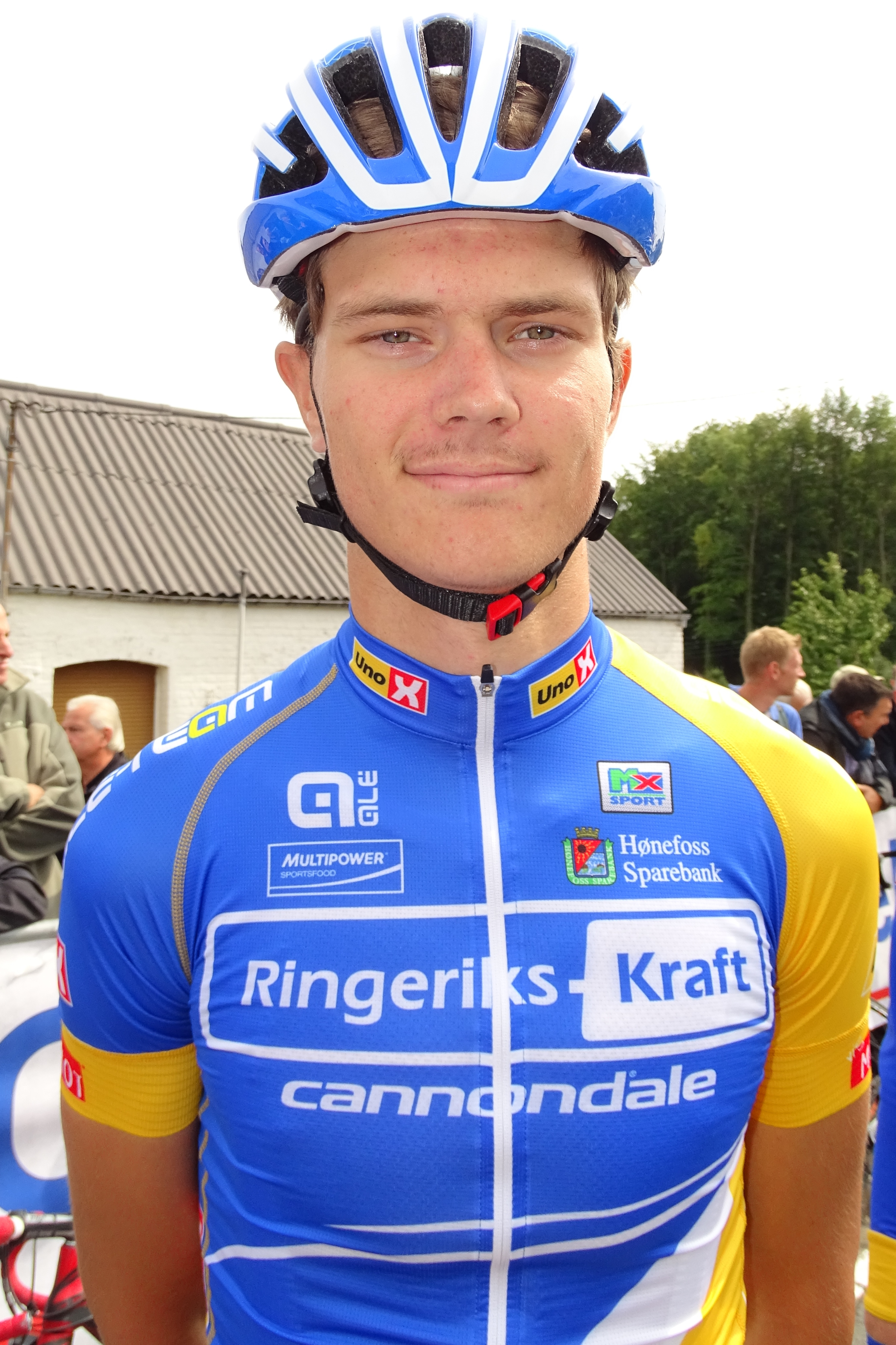
Syver Wærsted
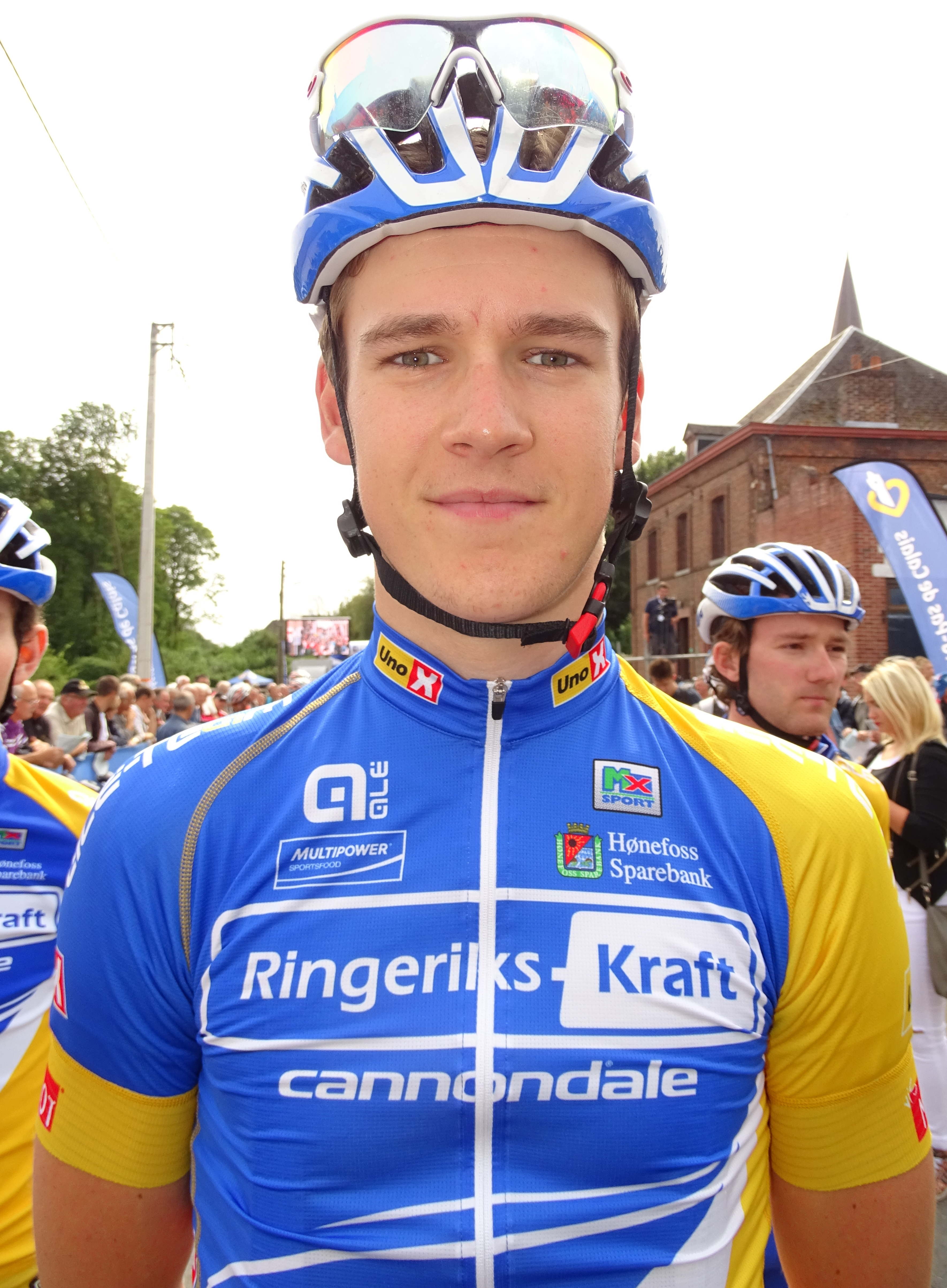
Ole Forfang
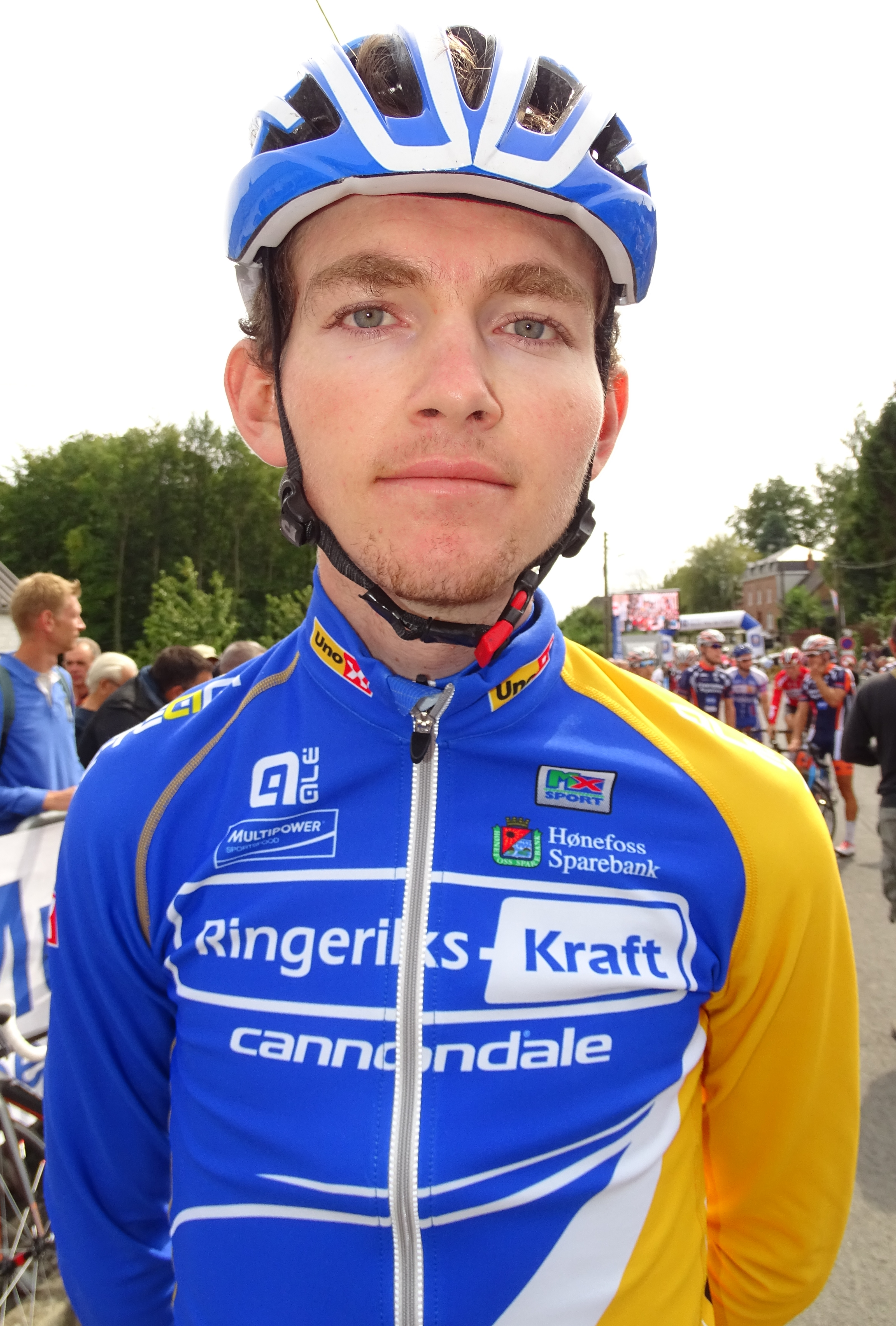
Njål Kleiven
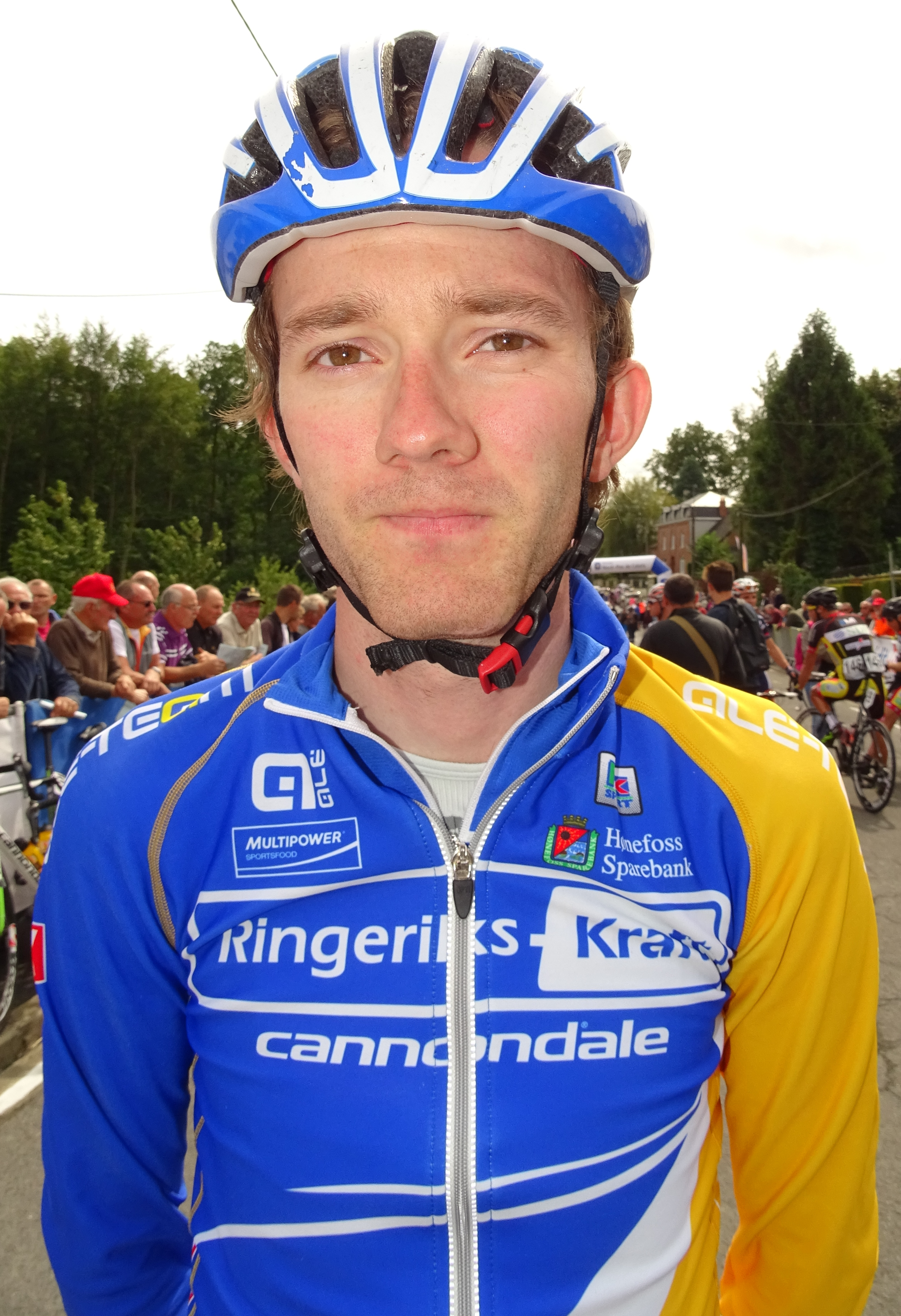
Erik Nyqvist

## Ringeriks-Kraft en 2016

### Effectif

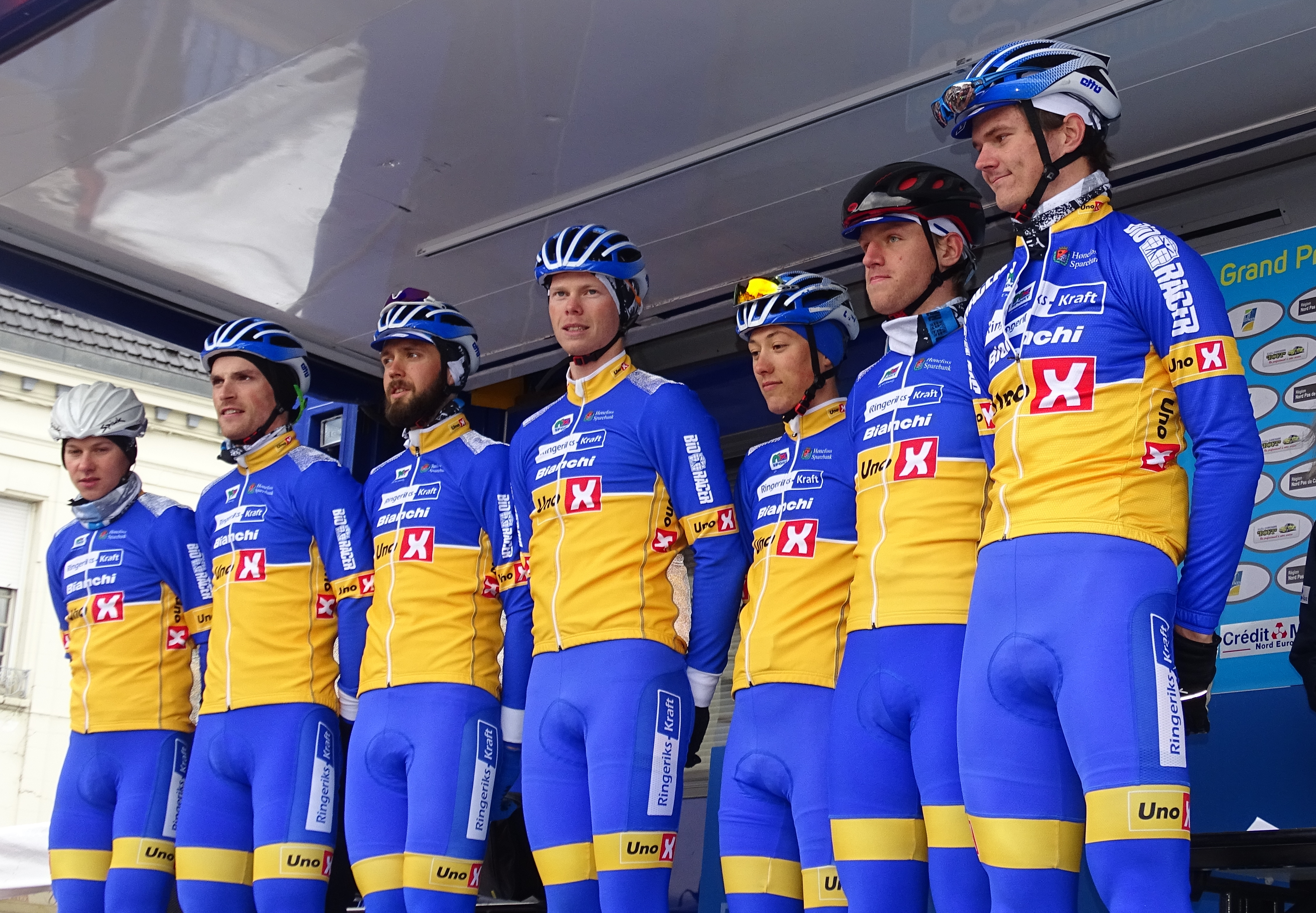
Jonas Abrahamsen, Christer Jensen, Max Emil Kørner, Marius Hafsås, Torstein Træen, Alexander Fåglum et Syver Wærsted lors du Grand Prix de Lillers-Souvenir Bruno Comini 2016.

| Cycliste         | Date de naissance | Nationalité | Équipe 2015      |  |
| ---------------- | ----------------- | ----------- | ---------------- |  |
| Jonas Abrahamsen | 20 septembre 1995 | Norvège     |                  |  |
| Alexander Fåglum | 11 juin 1996      | Suède       | Tre Berg-Bianchi |  |
| Audun Fløtten    | 20 août 1990      | Norvège     | Ringeriks-Kraft  |  |
| Marius Hafsås    | 19 mars 1991      | Norvège     | FixIT.no         |  |
| Christer Jensen  | 19 février 1990   | Norvège     | Ringeriks-Kraft  |  |
| Njål Kleiven     | 1er mai 1994      | Norvège     | Ringeriks-Kraft  |  |
| Max Emil Kørner  | 3 juin 1991       | Norvège     | Ringeriks-Kraft  |  |
| Torstein Træen   | 16 juillet 1995   | Norvège     | Ringeriks-Kraft  |  |
| Syver Wærsted    | 8 août 1996       | Norvège     | Grenland SK      |  |

Portraits
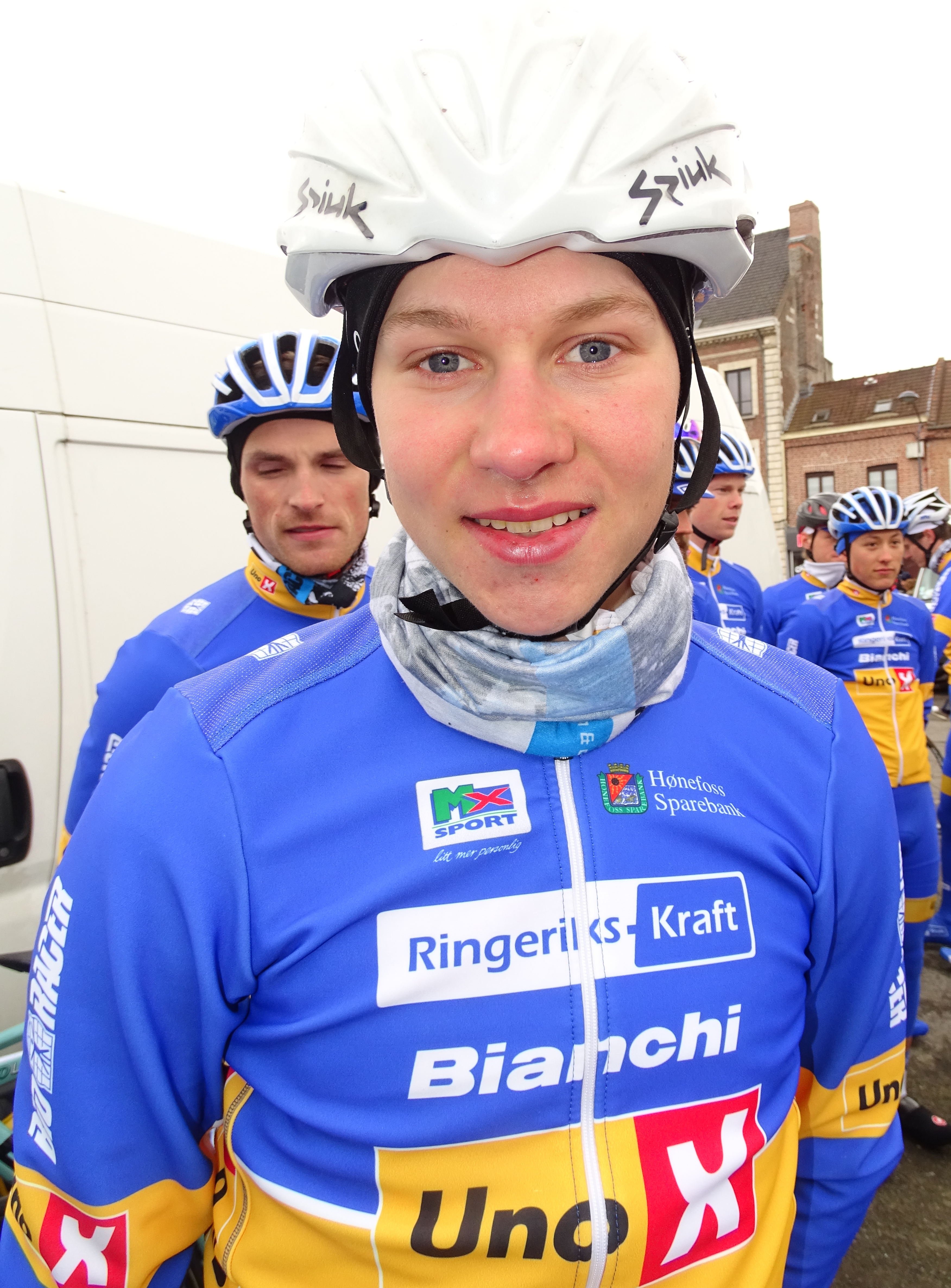
Jonas Abrahamsen.
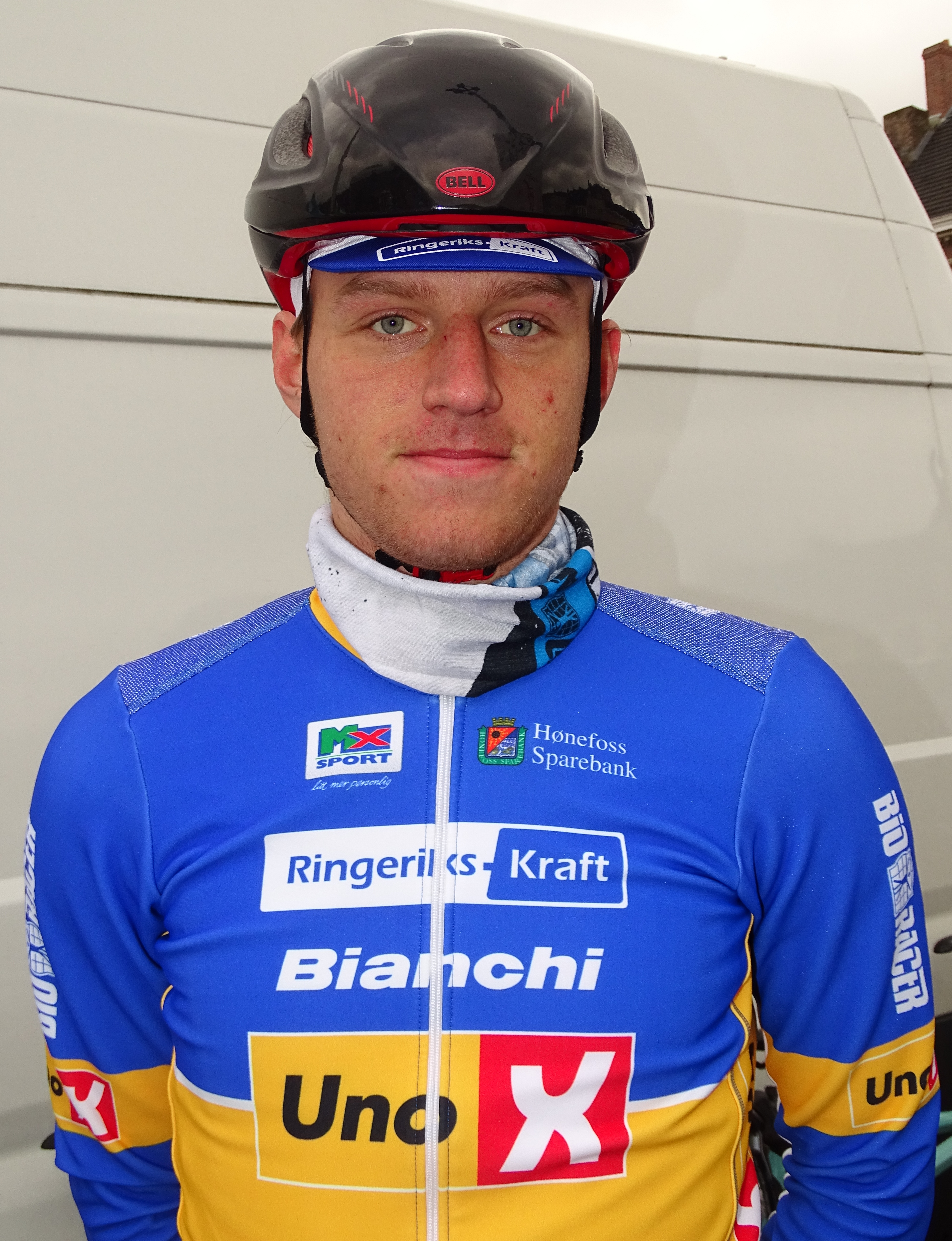
Alexander Fåglum.
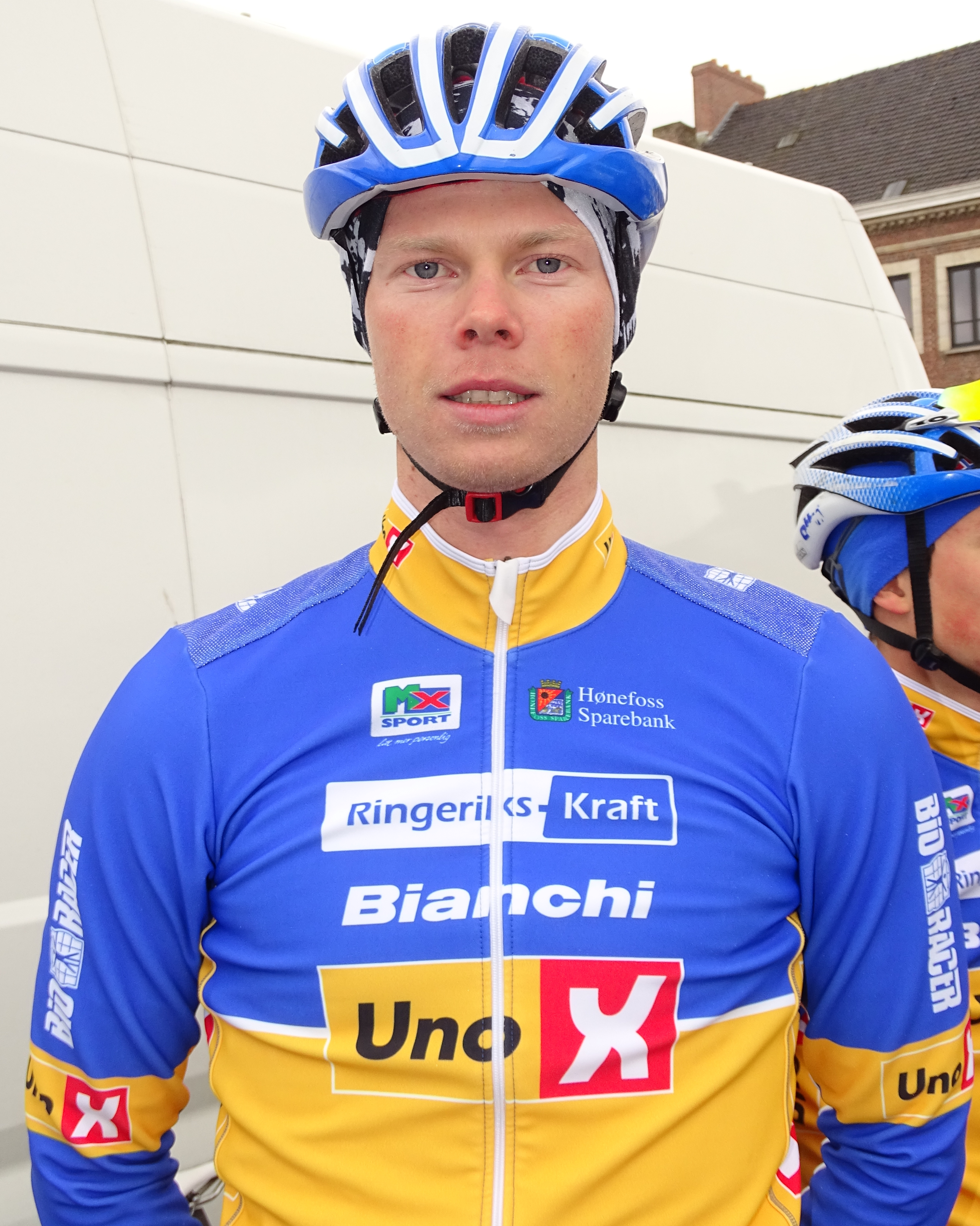
Marius Hafsås.
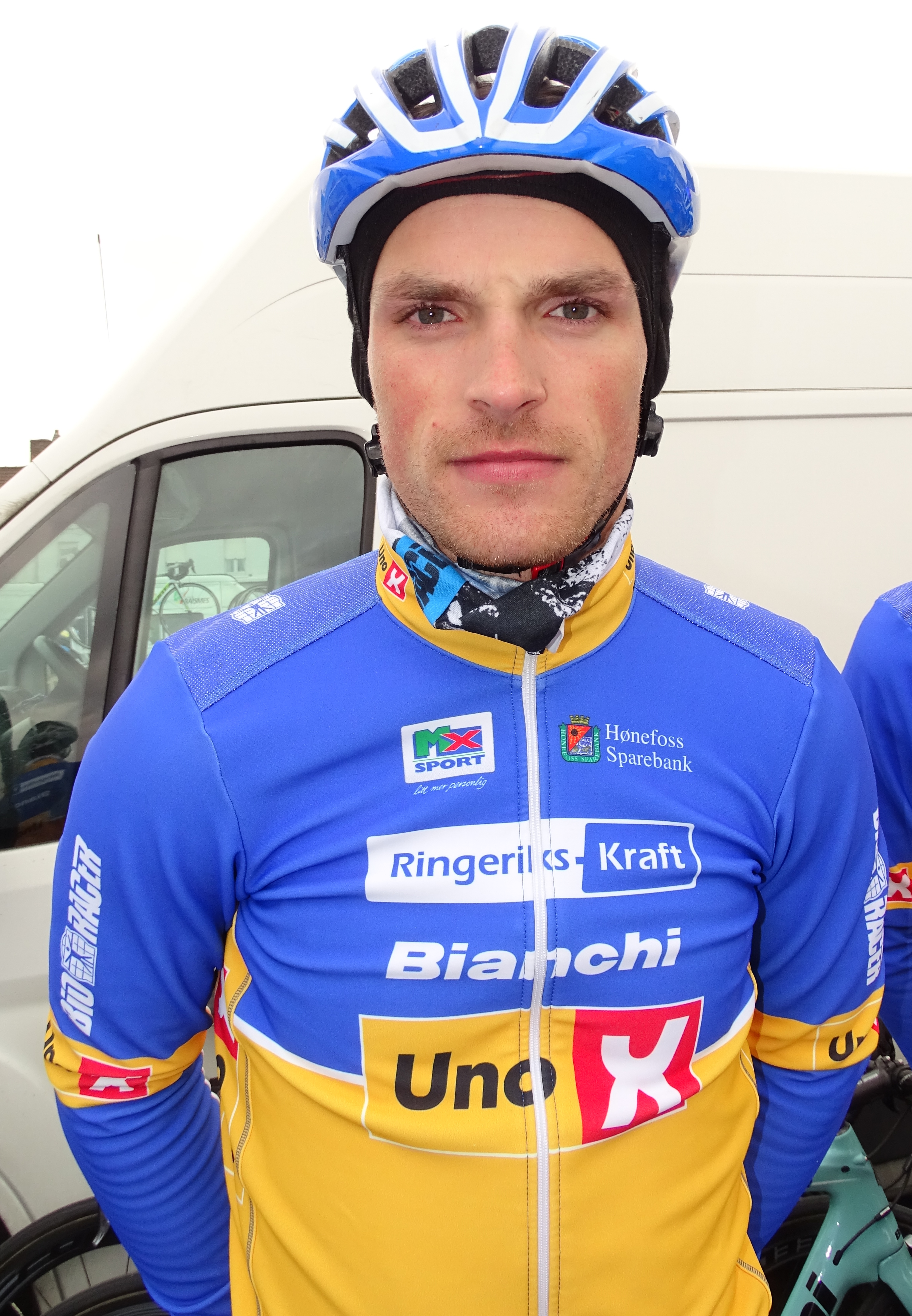
Christer Jensen.
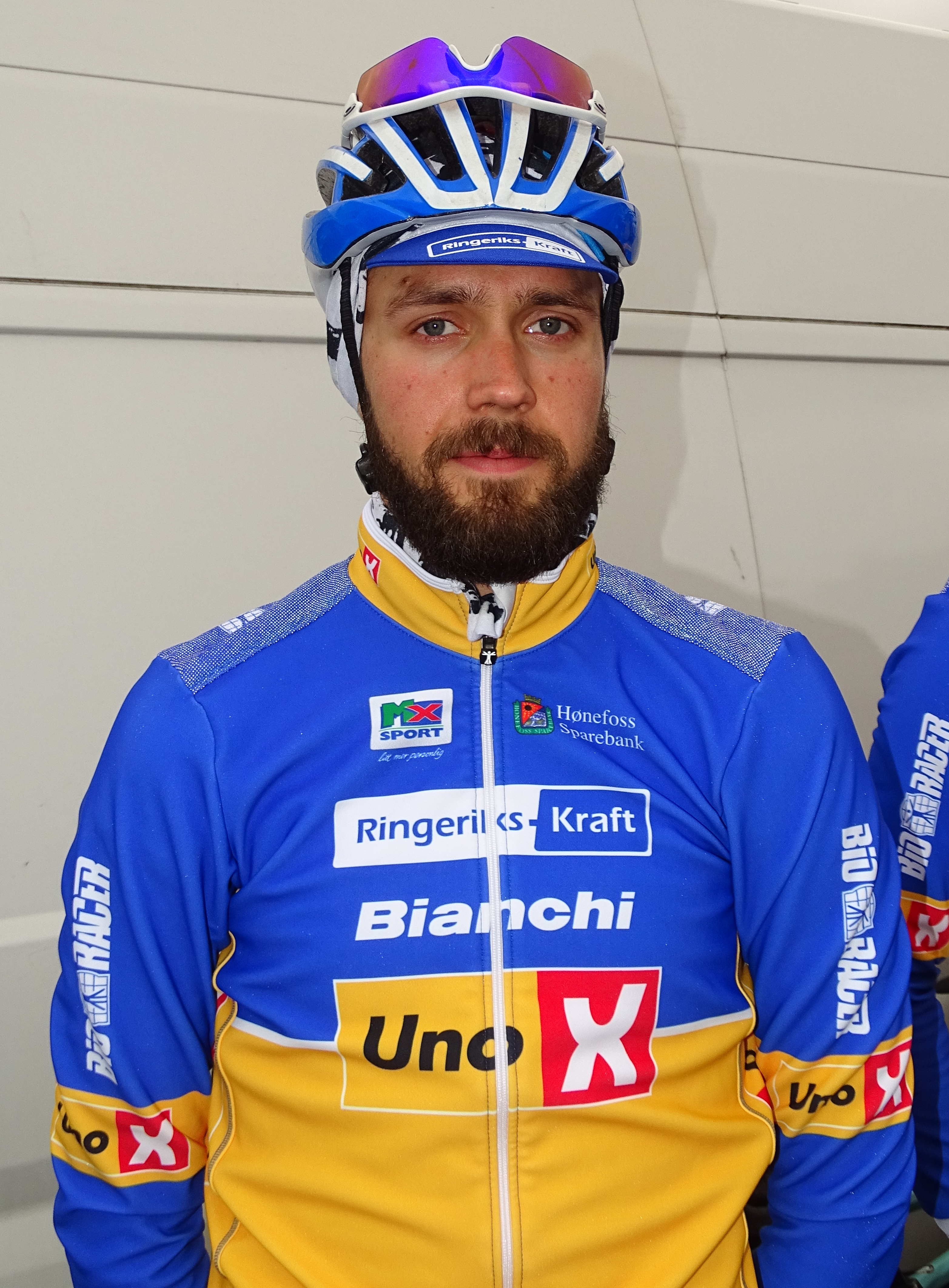
Max Emil Kørner.
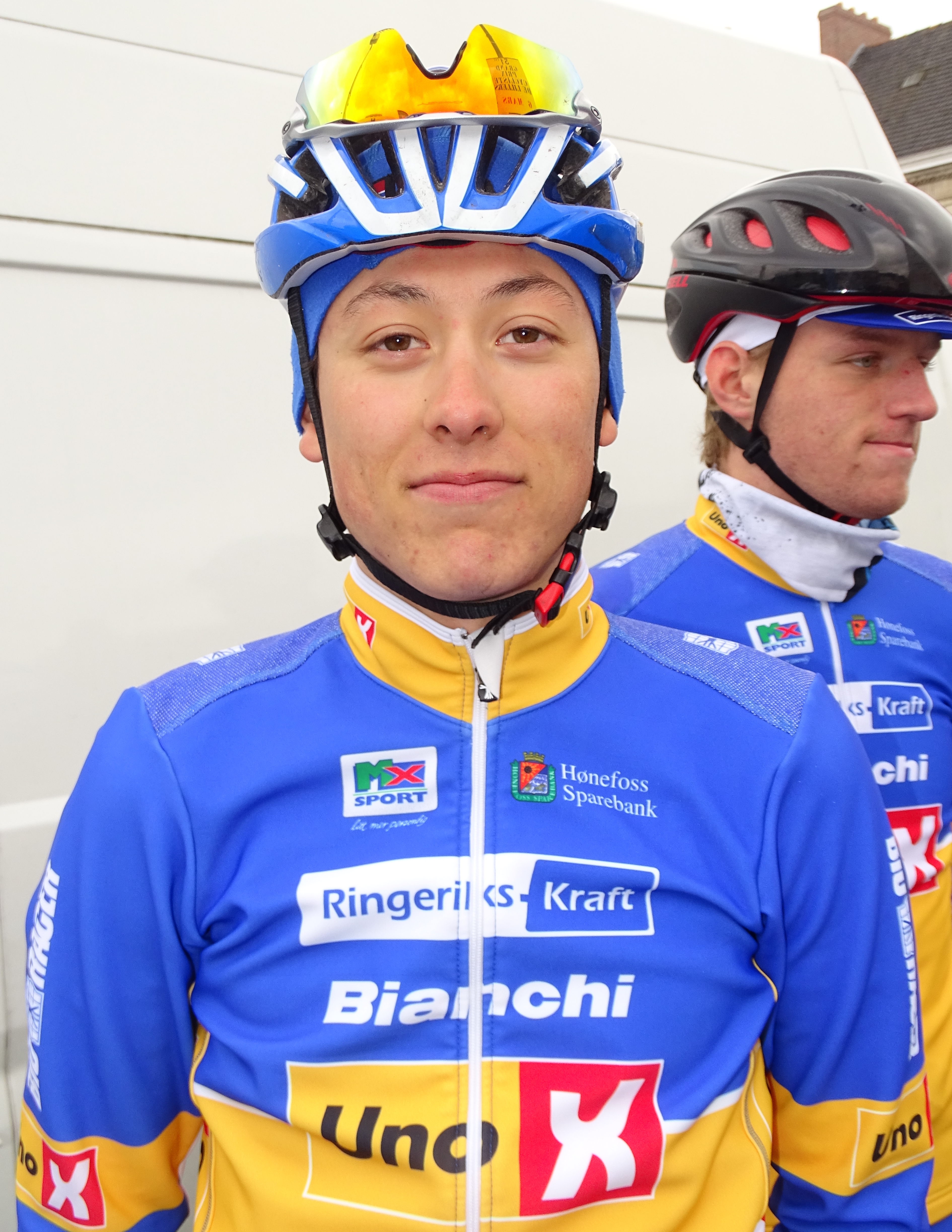
Torstein Træen.
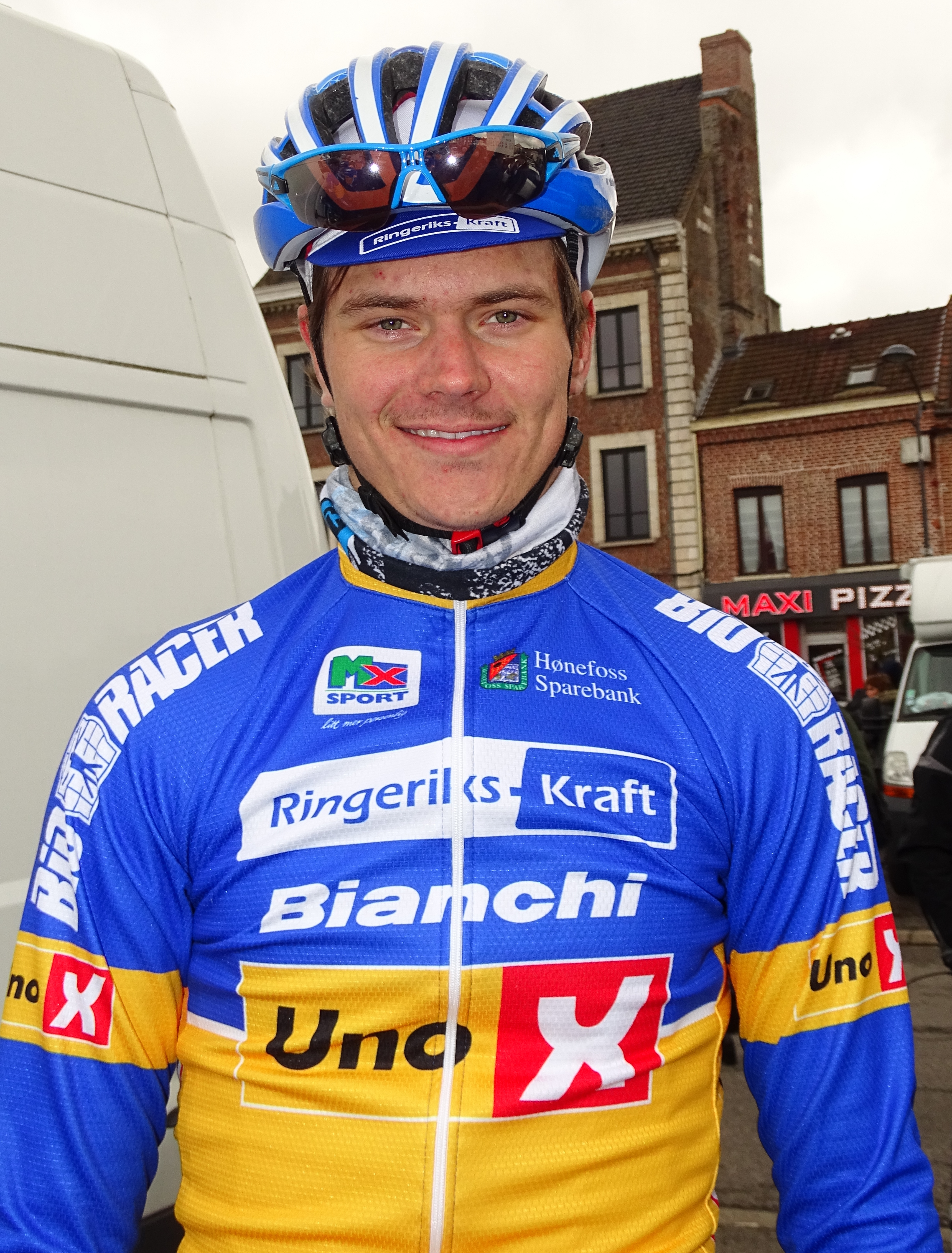
Syver Wærsted.

### Victoires
| Date      | Course                    | Pays  | Classe | Vainqueur     |
| --------- | ------------------------- | ----- | ------ | ------------- |
| 4/05/2016 | Scandinavian Race Uppsala | Suède | 1.2    | Syver Wærsted |